# Меандер (река, Тасмания)
Меандер (англ. Meander River) — река в северной части Тасмании (Австралия), ранее была также известна под названием Уэстерн-Ривер (англ. Western River — «западная река»). Общая длина реки составляет 112 км, площадь бассейна — около 1600 км². Меандер впадает в реку Саут-Эск (или Южный Эск — South Esk River), которая является самой длинной рекой Тасмании (252 км).

## География

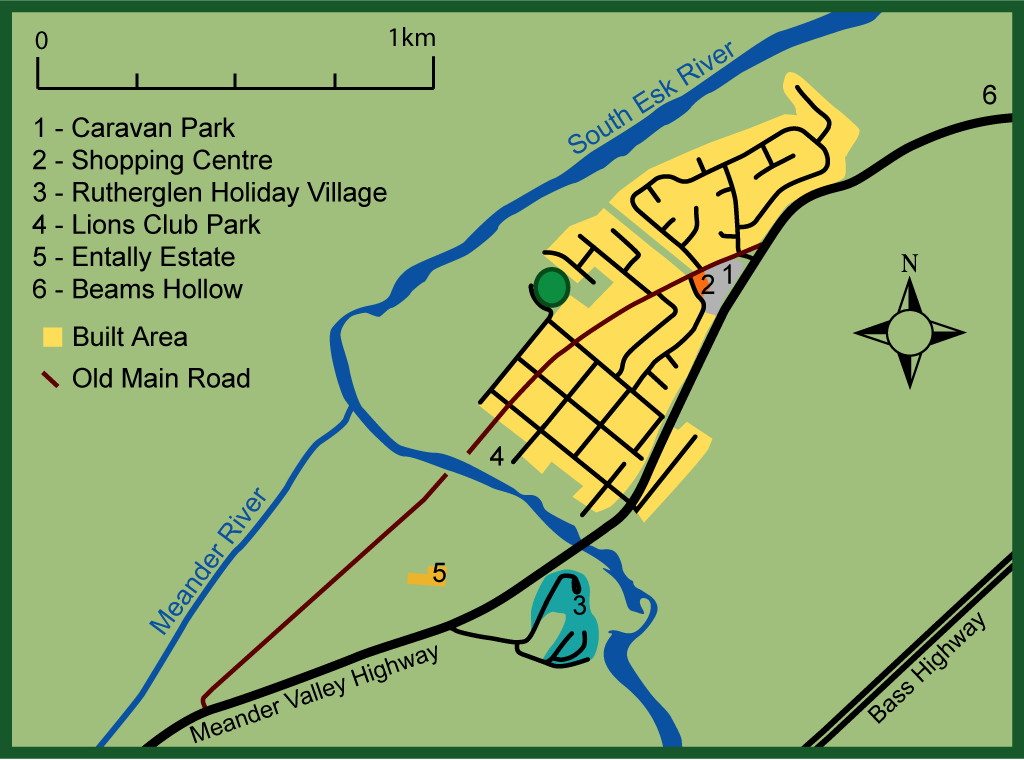
Место впадения реки Меандер в Саут-Эск у Хадспена

Исток реки Меандер находится на высоте около 1300 м, на горной гряде Грейт-Уэстерн-Тирс, которая проходит вдоль северной оконечности Центральной возвышенности острова Тасмания. Исток находится на склоне горы Айронстон, в 10—15 км северо-западнее озера Грейт-Лейк. В самом начале река протекает через небольшое озеро Меандер, а немного ниже по течению находятся водопады Меандер.
На высоте около 400 м по течению реки находится искусственное озеро (водохранилище) Хантсмен (англ. Huntsman Lake), образованное в 2007 году в результате строительства плотины Меандер (размеры плотины — 50 м в высоту и 170 м в ширину).
Ещё ниже по течению у реки находятся небольшие города Меандер и Делорейн. Река Меандер впадает в Саут-Эск в районе небольшого города Хадспен, примерно в 12 км юго-западнее Лонсестона — второго по величине города Тасмании. Река Меандер поставляет примерно треть потока воды, который проходит через плотину Треваллин, расположенную ниже по течению реки Саут-Эск.
Основным притоком реки Меандер является река Лиффи, которая впадает в неё с правой (южной) стороны за несколько километров до места впадения само́й реки Меандер в Саут-Эск. К значимым притокам также причисляют Куамби-Брук (Quamby Brook) и Уэстерн-Крик (Western Creek).

## Рыбная ловля
Река Меандер является одним из популярных мест для рыбной ловли в Тасмании. В реке водятся кумжа (Salmo trutta, англ. brown trout — коричневая форель), микижа (Oncorhynchus mykiss, англ. rainbow trout — радужная форель) и мраморный гадопс (Gadopsis marmoratus, англ. river blackfish). Кроме этого, в реке водятся речной окунь (Perca fluviatilis, англ. redfin perch) и линь (Tinca tinca, англ. tench).

## Фотогалерея
|  |  |  |